# 玉环碉楼

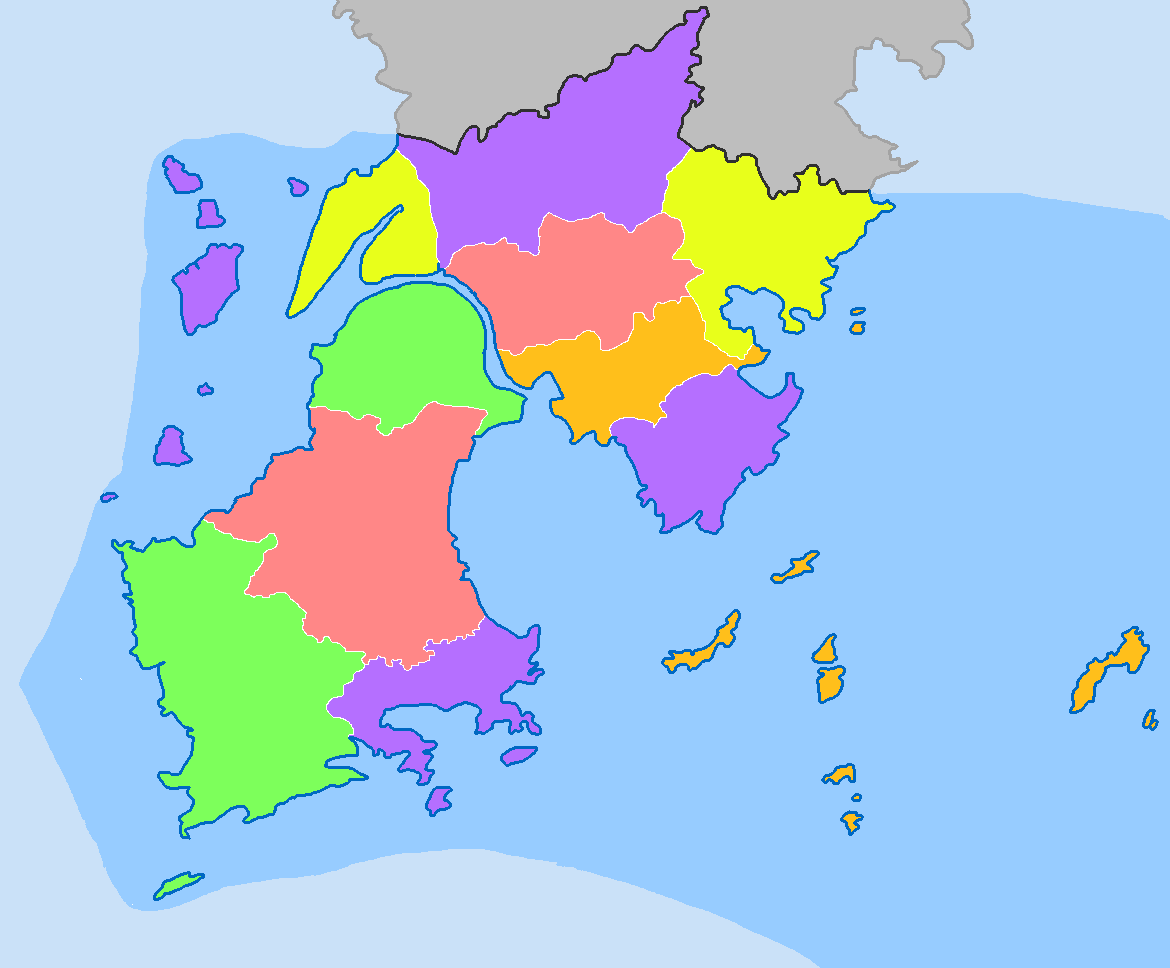
玉环市行政区划图

玉环碉楼是一组位于今中华人民共和国浙江省玉环市的文物保护单位，是一组位于玉环临近乐清湾的芦浦、楚门、海山沿海各地的碉楼。玉环碉楼群建于中華民國大陸時期，这一时期沿海盗匪猖獗，周边百姓经常受到侵扰，当地一些家族及村建起碉楼防御盗匪。目前，玉环境内现存民国时期碉楼12座，其中保存较好的碉楼有9座。2011年1月7日，被公布为第六批浙江省文物保护单位。

## 历史背景
玉环地处海岛，地理位置偏僻。据《纪恩诗》摩崖石刻的记载，明洪武二十年（1387年）至清顺治十八年（1661年），因倭寇扰边，玉环全境陆续被迁弃；后于1728年建置玉环厅，玉环始有独立建制。玉环厅首任同知为张坦熊，他招来邻近各县居民、游民五万余人，垦地六七万亩。经过两百年的发展，玉环农村地区出现贫富差距。而在冷兵器年代终结后，火器的使用逐渐广泛，盗匪对子弹等的使用对民众特别是富绅生命造成更大的威胁。到了民国年代，沿海匪患猖獗，民众尤其是富绅出于自卫，修建了这种堡垒式的建筑物。从目前保存较完好的9座碉楼分析，可发现这些碉楼有几个共同点：大多由常受盗匪困扰的当地富绅建造（西跳碉楼除外）；墙体用条石块垒砌，厚度超过0.4米，足以抵挡子弹；外部射孔由小到大；内部用木结构楼板，集守护与居住为一体；碉楼内与民居楼层相同，内设机动梯等。由于玉环居民由来自内地各个方向的移民组成，碉楼形式也在开放的环境中演进，不断有外来文化的加入，西方建筑文化和“人面”特色被逐步加入玉环碉楼中。

## 列表
| 碉楼名称                      | 时期                                               | 地址                                       | 介绍 |
| 保存较完好的民国碉楼（共9座） | 保存较完好的民国碉楼（共9座）                      | 保存较完好的民国碉楼（共9座）              | 保存较完好的民国碉楼（共9座） |
| ----------------------------- | -------------------------------------------------- | ------------------------------------------ | --- |
| 隔岭潘氏碉楼                  | 民国廿三年（1934年）                               | 芦浦镇隔岭村潘家山头                       | 又称潘万周碉楼。这座碉楼是隔岭村村民潘万周及其三叔为防御土匪侵扰而建，占地面积约116平方米，共三层，层高7米。每一墙面均有多个孔洞，是用于射击敌人的枪眼，构成人脸图案。外部墙体为不规则块石和青砖混砌而成，有花草等装饰图案，漆有蓝色颜料。后处于荒废状态，因年久失修有些破损。                        |
| 尖山吴氏碉楼                  | 民国时期                                           | 芦浦镇尖山村尖山脚                         | 这座碉楼是芦浦商人、玉环县政府参议员吴启方为防御土匪而修建的，由住房改建而来，依山而建。占地面积约116平方米，共三层。外部墙体用毛石垒砌而成，开有多个扇形和圆形孔洞，二楼正面涂有靛蓝色的颜料，部分已剥落。外侧两面有人面物身图案。                                                                   |
| 分水梁氏碉楼                  | 民国十八年（1929年）                               | 芦浦镇分水村蔡家芦岙路                     | 这座碉楼是当地大户梁家辉为防土匪敲诈勒索而建造的，占地面积约29平方米，共三层，每层高约7米。墙体用不规则块石垒砌而成。灰塑饰有沿海多见的大黄鱼。顶部因年久失修而已坍塌，木柱及楼板腐烂。1949年解放军占领玉环后曾被民兵征用，后闲置用于堆放杂物。                                                       |
| 东头碉楼                      | 民国时期，20世纪30年代                             | 海山乡横床村东头岛东路48号                 | 这座碉楼是海山村民黄田贵的爷爷为防御土匪海盗而建造的。占地面积约60平方米。共三层，每层高约7米。外部墙体为不规则石垒砌而成，开有多个方形小窗。1949年解放军占领玉环后，浙南游击纵队“三五”支队曾驻扎于此。                                                                                               |
| 西跳碉楼                      | 民国三十五年（1946年）                             | 海山乡大青村西跳自然村                     | 这座碉楼是大青村村民为防御土匪而集体修建的。占地面积约35平方米，共三层，每层高约7米。墙体用不规则块石垒砌，开有多个方形小窗，布满射击孔。1949年解放军占领玉环后，浙南游击纵队“三五”支队曾驻扎于此。                                                                                                   |
| 盐盘应氏碉楼                  | 民国时期                                           | 干江镇盐盘村                               | 这座碉楼是当地村民应子正的祖父为防御土匪、日寇侵犯而建。占地面积约22.3平方米，共三层，每层高约7米。一、二层墙体用不规则块石垒砌，第三层墙体以青砖构筑。各墙面开有扇形、葫芦形、圆形、方形等多种形状孔洞。1949年解放军进驻玉环后，该碉楼曾被用作居住场所。                                             |
| 苔山碉楼                      | 民国廿九年（1940年）                               | 清港镇苔山村，苔山寨城遗址东北方向百余米处 | 这座碉楼是当地政府为抵御海盗土匪、保护居民安全而建造的。占地面积约33平方米，墙体用乱石垒砌，厚实坚固。原为三层，后于20世纪末因台风而刮毁顶部，被村民改建为现存二层建筑，用于存储柴木等杂物。 |
| 陈凤祥碉楼                    | 民国廿九年（1940年）                               | 楚门镇三联村小塘自然村                     | 这座碉楼是当地开明绅士陈凤祥为防御土匪而建造的。占地面积为62.37平方米。为石木结构，共三层，每层高约7米。外部墙体用毛石垒砌而成。碉楼样式中西结合，融合了欧洲哥特式建筑风格。解放初成为政府办公及生活场所，后被闲置。至2011年时，碉楼外部轮廓保存良好，但内部木楼板、楼梯等楼层设施损毁失修。          |
| 西岙陈氏碉楼                  | 民国三十五年（1946年），一说民国三十二年（1943年） | 楚门镇东西村西岙炮台里17号南面             | 又称陈正亚人面碉楼。这座碉楼是当地地主陈正亚为防御土匪侵扰而建造的。占地面积约38平方米，檐高约6.4米，共三层。外部墙体用乱石垒砌而成，分布有多个射击孔。1949年解放军占领玉环后被没收归公，成为大队部办公场所。20世纪80年代，碉楼由陈家向村集体买回，租给外来务工人员居住。后村集体征购，用作旅游开发。 |
| 其他碉楼                      |                                                    |                                            | |
| 山外张耿氏碉楼                | 民国时期                                           | 龙溪镇山外张村                             | 这座碉楼为当地姓耿的人家所建造的，西偏北30度。占地面积约26平方米，共两层，石木结构，外墙由乱石垒砌而成，墙上有多处射击孔、观察口。原为小青瓦两面坡顶，后年久失修而塌，墙面长有杂草并有开裂。1949年解放军占领玉环后解放军曾在此驻扎。                                                                  |
| 里岩金氏碉楼                  | 清代                                               | 芦浦镇大塘村里岩                           | 这座碉楼并非民国时期所建，而是建于清朝，为金家自卫防御之用，门口朝西。占地面积33.6平方米，共两层，上宽下敛，石木结构。墙体用石块垒砌而成，坚固厚实，分布有多处设计孔和观察用窗户。小青瓦两面坡顶。 |

## 人面样式
人面样式碉楼是玉环碉楼的一大特色，是从普通碉楼演变而来的一个分支。有这种样式的玉环碉楼包括隔岭潘氏碉楼、陈凤祥碉楼、西岙陈氏碉楼三座，其中以潘氏碉楼为代表。潘氏碉楼的每一墙面上均装有鸭蛋形的两只眼睛，下有烟盒形、表面平整、厚4至5厘米的鼻子，鼻子下面有一只小拱券形的嘴巴。它们看起来是起装饰作用，其实是用于射击敌人的枪眼。普通碉楼在防御方面设计了各种射击孔和瞭望口，但它们大致处于水平方向，无法实现近距离区域防御，也无法解除外墙四周的危险。而烟盒形的鼻子由室内向外部凸出，宽度为40厘米左右，可容纳一个人俯身向下观察或射击。类似的枪眼，在碉楼各墙体及三个器官造型中均有分布。而玉环一带的碉楼多为三层，该构造恰好处在中心位置，与人脸上鼻子的位置接近，若从外面观察，就成了鼻子的造型。“鼻子”是人面碉楼的关键元素。这一设计理念被广泛认为来自广东的开平碉楼。

## 价值及保护
玉环碉楼是民国时期的历史产物，呈现出当时的建筑风格，也富有地方特色和乡土气息。艺术形式上，碉楼既采用海岛传统建筑形式，也融合了西方建筑文化。历史价值上，它们是特殊时期的实物见证，对于研究近代玉环及乐清湾沿海地带的历史、人文等具有参考价值。
环乐清湾一带的碉楼过去很少受到地方文物部门的关注。在第三次全国文物普查中，乡土建筑受到特别关注，在这次普查中也发现了许多碉楼。但伴随着改革开放以来经济的发展，许多碉楼已经不复存在。2011年1月7日，玉环碉楼与温岭市的温岭碉楼、乐清市的乐清碉楼一起，被公布为第六批浙江省文物保护单位。玉环当地曾举办图片展，向市民展示和介绍玉环碉楼的现状与构成。